# Gianluca Arrighi

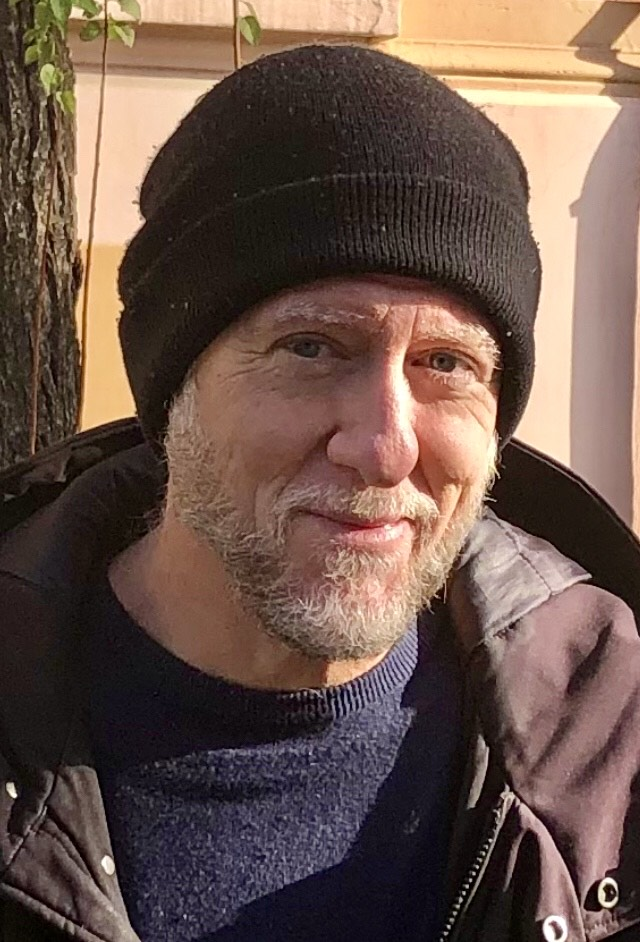
Gianluca Arrighi

Gianluca Arrighi (* 3. Oktober 1972 in Rom) ist ein italienischer Schriftsteller und Anwalt für Strafrecht.

## Leben
Nachdem er die Universität La Sapienza im Bereich Strafrecht erfolgreich abgeschlossen hatte  und in die Anwaltskammer eingetragen wurde, hatte er mit dem Roman Crimina romana sein Debüt in der erzählenden Literatur. Dieser Roman wurde als Lehrtextbuch und als Erziehungsmittel zur Gesetzestreue in mehreren römischen Schulen aufgenommen.
In seinem Kampf gegen das wachsende Phänomen der Jugendkriminalität organisierte der Präsident der Provinz Rom, Nicola Zingaretti, mehrere Justizkonferenzen, in denen Arrighi Hunderte von Studenten traf, um ihre Fragen über Straftaten und Delikte zu beantworten.
In den Jahren 2010 bis 2011 verfasste Arrighi eine Reihe von Krimikurzgeschichten für unterschiedliche Magazine und nationale Redaktionen.
Im Februar 2012 veröffentlichte er seinen zweiten Roman, Vincolo di sangue, basierend auf dem Justizfall von Rosalia Quartararo, die im Sommer 1993 ihre Tochter tötete. Dieser Fall erschütterte die Öffentlichkeit. Rosalia Quartararo wurde tatsächlich in den Annalen der Kriminalgeschichte unter den gnadenlosesten Mördern eingetragen.
Im Jahr 2012 listete Mediaset, der wichtigste italienische kommerzielle Fernsehsender, den Anwalt Gianluca Arrighi unter den besten italienischen Thriller-Autoren.
Sein dritter Roman, L’inganno della memoria, wurde im März 2014 veröffentlicht, in dem Arrighi seinem fiktiven literarischen Charakter Elia Preziosi Leben einhaucht. Dieser Charakter spiegelt einen rätselhaften, abweisenden Anwalt der Staatsanwaltschaft der italienischen Republik in Rom.
L’inganno della memoria ist der meistverkaufte italienische Legal Thriller im Jahr 2014.
Im März 2015, ein Jahr nach der Veröffentlichung von L’inganno della memoria, litt Arrighi unter der Verfolgung und der Einschüchterung eines Stalkers, der von der Polizei identifiziert und von einem römischen Gericht verurteilt wurde. Der Täter, ein anstrebender Schriftsteller, gestand den Ermittlern, wegen seines Neids auf den Erfolg Arrighis, diesen verfolgt zu haben.
Die Handlungen von Arrighis Kurzgeschichten und Romanen finden fast immer in Rom statt und der Autor wird als Meister der Spannung betrachtet.

## Werke
- Crimina romana, Gaffi, Roma, 2009. ISBN 978-88-6165-049-7
- Vincolo di sangue, Baldini Castoldi Dalai Editore, Milano, 2012. ISBN 978-88-6620-367-4
- L'inganno della memoria, Anordest, Milano, 2014. ISBN 978-88-98651-18-4
- Il confine dell'ombra, CentoAutori, Napoli, 2017. ISBN 978-88-68721-16-9
- Oltre ogni verità, CentoAutori, Napoli, 2018. ISBN 978-88-68721-52-7
- A un passo dalla follia, CentoAutori, Napoli, 2019. ISBN 978-88-68721-96-1

## Andere Werke
- La malga, 2010
- Lo scassinatore, 2010
- Il vestito rosso, 2010
- Una morte e una calibro 38. La morte arriva in autunno, 2010
- Correvo disperata per sfuggire alla madre di tutte le paure, 2010
- Roxanne, 2011
- La vicina di casa, 2011
- Il desiderio di Letizia, 2011
- Un brusco risveglio, 2011
- La linea di confine, 2011